# Calder Willingham
Pour les articles homonymes, voir Willingham.
Calder Willingham est un scénariste et romancier américain, né le 23 décembre 1922 à Atlanta (Géorgie), mort le 21 février 1995 à Laconia (New Hampshire).

## Biographie
Il est l'auteur, à ses débuts, des scénarios de la série américaine The Philco Television Playhouse (1948) avant de collaborer avec Stanley Kubrick sur le scénario du film Les Sentiers de la gloire (Paths of Glory, 1957). Il sera par ailleurs amené à retravailler avec le cinéaste américain sur la scénarisation des scènes de bataille de Spartacus (1960) ainsi que sur le film la Vengeance aux deux visages (One-Eyed Jacks, 1961, qui sera finalement réalisé par son interprète principal Marlon Brando). 
Il signe également les scénarios des Vikings (Richard Fleischer, 1958) et du Lauréat (The Graduate, Mike Nichols, 1967). C'est en 1970 qu'il adapte le roman de Thomas Berger, Little Big Man, et fait preuve d'un talent extraordinaire à mêler humour et tragédie dans la lignée des romans piccaresques espagnols. Il écrit le roman Rambling Rose qu'il adaptera pour le cinéma en 1991. Il meurt en 1995 des suites d'un cancer.